# Jean Allouch
Jean Allouch (Montpellier, 6 de abril de 1939–16 de septiembre de 2023) fue un psicoanalista francés.

## Biografía
Jean Allouch ejerció el psicoanálisis en París. Asistió a los seminarios de Jacques Lacan (quien fue también su analista) a partir de 1962. Fue miembro de la Escuela Freudiana de París desde su fundación en 1964 hasta su disolución en 1980. Dirigió durante cuatro años la revista Littoral y contribuyó a la fundación de la École lacanienne de psychanalyse en 1985, de la cual fue su director de 1985 a 1989, y ha sido miembro hasta su fallecimiento. Impartió seminarios en Francia, Argentina, Uruguay y México. 

## Líneas de investigación
Jean Allouch nunca consideró transmitir una enseñanza sino "interrogar a Lacan desde una posición ni adquirida, ni garantizada de alumno". Propuso una lectura de la obra lacaniana privilegiando la dimensión clínica (el ejercicio del psicoanálisis), por encima de la dimensión teórica. Fue un acérrimo crítico de las transcripciones de los seminarios de Lacan establecidas por Jacques-Alain Miller, así como de la transmisión del psicoanálisis que este propone.
Si bien ha establecido algunas relaciones con autores provenientes de la filosofía, en su obra escrita le ha dado una mayor importancia a la literatura, recurriendo a autores como Thomas Bernhard, Kenzaburō Ōe y Yōko Ogawa.
En 1998 durante un seminario en Córdoba, Allouch planteó que "el psicoanálisis será foucaultiano o no será más". Con ello buscaba enfatizar la importancia de las críticas de Michel Foucault al psicoanálisis, sus investigaciones acerca de temas que conciernen al ejercicio del análisis, como la locura y la sexualidad, así como tener en consideración la metodología de la genealogía. 
Allouch propuso acoger los llamados gay and lesbian studies en el campo del psicoanálisis. Por ello, era director junto a Danielle Arnoux de la colección "Los grandes clásicos de la erotología moderna" de la editorial Epel, donde se han publicado numerosos textos relacionados con los estudios queer.

## Obras Publicadas

### En francés
- La « solution » du passage à l’acte (Toulouse, Erès, 1984)
- Lettre pour lettre. Transcrire, traduire, translittérer (Toulouse, Erès, 1984)
- Freud, et puis Lacan (Paris, Epel, 1993)
- Louis Althusser récit divan (Paris, Epel, 1992)
- Marguerite, ou l'Aimée de Lacan (Postface de Didier Anzieu, 2e éd., Paris, Epel, 1994)
- Érotique du deuil au temps de la mort sèche (2e éd., Paris, Epel, 1995)
- Éthification de la psychanalyse. Calamité (Paris, Cahiers de L’unebévue, 1996)
- Le sexe de la vérité (Paris, Cahiers de L’unebévue, 1998)
- Allo Lacan ? Certainement pas ! (Paris, Epel, 1998)
- La psychanalyse, une érotologie de passage (Paris, Cahiers de L'unebévue, 1998)
- Le sexe du maître (Paris, Exils, 2001)
- Ça de Kant, cas de Sade (Paris, Cahiers de L’unebévue, 2001)
- Les Années Lacan, avec Markos Zafiropoulos et Paul-Laurent Assoun (Paris, Économica, 2003)
- Ombre de ton chien. Discours psychanalytique, discours lesbien (Paris, Epel, 2004)
- La psychanalyse est-elle un exercice spirituel ? Réponse à Michel Foucault (Paris, Epel, 2004)
- Oser construire : Pour François Jullien, avec Pierre Chartier, Alain Badiou et Françoise Gaillard (Paris, Les Empêcheurs de Penser en Rond, 2007)
- Lacan Love. Melbourne seminars and others works (Melbourne, Bookbound publishers, 2007)
- Pensées pour le nouveau siècle, avec Aliocha Wald Lasowski, Jean-Claude Ameisen et Alain Badiou (Paris, Fayard, 2008)
- 543 impromptus de Jacques Lacan (Paris, Fayard, 2009)
- Contre l’éternité. Ogawa, Mallarmé, Lacan (Paris, Epel, 2009)
- L’Amour Lacan (Paris, Epel, 2009)
- Prisonniers du grand Autre - L’ingérence divine I (Paris, Epel, 2012)
- Schreber théologien - L’ingérence divine II (Paris, Epel, 2013)
- Une femme sans au de-là - L’ingérence divine III (Paris, Epel, 2015)
- L’Autresex (Paris, Epel, 2015)
- Pourquoi y a-t-il de l’excitation sexuelle plutôt que rien ? (Paris, Epel, 2017)
- La scene lacanienne et son cercle magique. Des fous se soulévent (Paris, Epel, 2017)
- Nouvelles remarques sur le passage a l'acte (Paris, Epel, 2019)
- Transmaître. Jacques Lacan et son élève hérisson (Paris, Epel, 2020)

### En español
- Letra por letra (México, Epeele, 2006)
- Freud, y después Lacan (México, Epeele, 1994)
- Marguerite o la Aimée de Lacan (Buenos Aires, El cuenco de plata & Ediciones Literales, 2008)
- Erótica del duelo en tiempos de la muerte seca (Buenos Aires, El cuenco de plata & Ediciones Literales, 2006)
- La etificación del psicoanálisis. Calamidad (México, Me cayó el veinte, 1996)
- La sombra de tu perro (Buenos Aires, El cuenco de plata & Ediciones Literales, 2004)
- El psicoanálisis, ¿es un ejercicio espiritual? (Buenos Aires, El cuenco de plata & Ediciones Literales, 2007)
- Contra la eternidad (Buenos Aires, El cuenco de plata, 2010)
- El amor Lacan (trad. de Inés Trabal y Lil Sclavo; Buenos Aires, El cuenco de plata & Ediciones Literales, 2011)[6]
- Prisioneros del gran Otro. La injerencia divina I (Buenos Aires, Cuenco de plata, 2013).
- Schreber teólogo. La injerencia divina II (Buenos Aires, Cuenco de plata, 2014).
- Una mujer sin más allá. La injerencia divina III (Buenos Aires, Cuenco de plata, 2015).
- No hay relación heterosexual (México, Epeele, 2015)
- Para acabar con una versión unitaria de la erótica (México, Epeele, 2017)
- La escena lacaniana y su círculo mágico. Unos locos se sublevan (Buenos Aires, Cuenco de plata, 2020)
- Nuevas observaciones sobre el pasaje al acto (México, Epeele, 2010)
- Jacques Lacan y su alumno erizo. Transmaître (México, Me cayó el veinte, 2021)